# Classic International Cruises
Pour les articles homonymes, voir Classic et International.
 (décembre 2020).
Si vous disposez d'ouvrages ou d'articles de référence ou si vous connaissez des sites web de qualité traitant du thème abordé ici, merci de compléter l'article en donnant les références utiles à sa vérifiabilité et en les liant à la section « Notes et références ».
Classic International Cruises est une compagnie maritime basée à Neutral Bay (en) et fondée en 1985 avec le navire Funchal. Au maximum de son activité, en 2008, elle a cinq navires en activité. Elle est placée en liquidation judiciaire le 20 décembre 2012.

## Histoire
Classic International Cruises est une compagnie maritime basée à Neutral Bay (en) et fondée en 1985 avec le navire Funchal. Au maximum de son activité, en 2008, elle a cinq navires en activité.
La compagnie est fragilisée par les nouvelles normes de la SOLAS en 2010. En effet, le navire le plus récent de la compagnie, l’Arion, ayant été construit en 1964, tous les navires doivent subir des mises aux normes. Le Funchal est envoyé aux chantiers navals de Lisbonne afin de subir les travaux nécessaires, mais la compagnie a des difficultés à payer et le navire est menacé de démolition.
En septembre 2012, l’ensemble de la flotte est retenu dans quatre ports européens : le Funchal à Lisbonne, l’Arion au Monténégro, l’Athéna et le Princess Danaé à Marseille et le Princess Daphné à Souda.
Le 20 décembre 2012, la compagnie est placée en liquidation judiciaire. Tous les navires, à l'exception du Princess Daphné qui est vendu pour être détruit à Alang en 2014, sont rachetés par la compagnie Portuscale Cruises, qui envisage de les rénover puis de les remettre en service. Malheureusement, ayant été gravement affaiblie par la rénovation des autres navires et l’état du Princess Danaé étant plus grave que prévu, la compagnie se résout à le vendre à la casse en 2015 ; il est détruit à Aliağa, en Turquie.

## Navires de laClassic International Cruises
| Nom du navire   | Numéro IMO | Année de construction | Année d'acquisition | Tonnage (GT) | Statut                                                                      | Image |
| --------------- | ---------- | --------------------- | ------------------- | ------------ | --------------------------------------------------------------------------- | ----- |
| Funchal         | 5124162    | 1961                  | 1985                | 9 563        | Repris par Portuscale Cruises en 2013 Désarmé à Lisbonne                    |       |
| Princess Danaé  | 5282483    | 1955                  | 1996                | 16 335       | Repris par Portuscale Cruises en 2013 Détruit à Aliağa en 2015              |       |
| Arion           | 6419057    | 1964                  | 1999                | 5 888        | Repris par Portuscale Cruises en 2013 Désarmé à Lisbonne                    |       |
| Athéna          | 5383304    | 1948                  | 2008                | 16 335       | Repris par Portuscale Cruises en 2013 Affrété par Cruise & Maritime Voyages |       |
| Princess Daphné | 5282627    | 1955                  | 2008                | 16 335       | Détruit à Alang en 2014                                                     |       |